# Civility (película)
Civility (Civility / Malicious intent) es una película estadounidense escrita, producida y dirigida por Caesar Cavaricci en 1999. Está protagonizada por Liam Waite, William Forsythe, Rachel Ticotin, Clarence Williams III y Tom Arnold. Ganó el premio Bronze a la mejor película de suspense en el WorldFest de Houston de 2000.

## Sinopsis
Pese a haber jurado que nunca volvería, Cade Russo regresa a su pueblo natal, Civility, después de muchos años desde que se marchó, para asistir al entierro de su padre y a la lectura de su testamento. Al parecer, éste se suicidó de un disparo en la cabeza, pero dos personajes, Marty y Andrew, amigos del difunto, le informan de sus reservas respecto a la veracidad de esos hechos, y le advierten de que está en peligro. Su padre le ha dejado en herencia una importante suma de dinero, que, de momento, nadie sabe dónde está. Sin embargo, todos están dispuestos a jugar sus cartas para conseguir ese dinero como sea. Con la ayuda de sus dos aliados, Cade prepara una compleja venganza homicida que sacudirá los cimientos de Civility.
- Datos: Q5770951